# Motohiko Adachi
Pour les articles homonymes, voir Adachi (homonymie).
Motohiko Adachi (3 janvier 1940 à Osaka, Japon) est un compositeur japonais.

## Œuvres
Liste non exhaustive
- 1965 : Concerto Grosso for String Orchestra[1],[2].
- 1968 : Air per violino solo[3].
- 1968 : Aria for Unaccompanied Violin[4].
- 1969 : Per Pianoforte[5].
- 1969 : Concertanto for String Qt. with Double Bass[6].
- 1969 : Monodia per pianoforte[7].
- 1971 : Carmina Burana[8].